# Alquimia chinesa

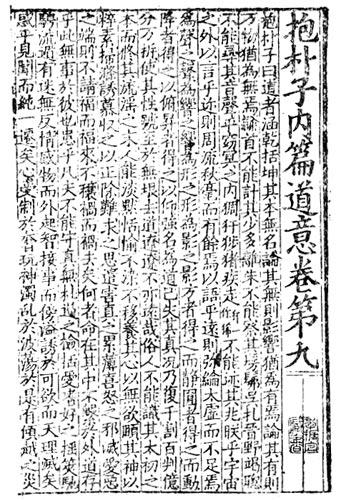
Fragmento do Neipian, os "capítulos internos" do Baopozi, um texto alquímico atribuído à Ge Hong.

A alquimia chinesa está relacionada ao taoísmo, consequentemente, seus praticantes utilizam conceitos tais como: os Cinco Elementos; o Tao, a relação entre Yin e Yang; o Qi; o I-Ching; a astrologia chinesa; os princípios do feng shui, e da medicina tradicional chinesa.
O principal objetivo dos alquimistas chineses era fabricar o elixir da longa vida (também chamado por eles de Pílula da Imortalidade, Elixir da Imortalidade, Elixir do Retorno - Huan Dan ou ainda Elixir de Ouro - Jin Dan). A busca pela pedra filosofal e o homunculus, conceitos importantes para a alquimia ocidental, não se encontram entre seus objetivos. A alquimia chinesa usa a mesma linguagem simbólica que mais tarde a  alquimia ocidental adotaria. A alquimia chinesa não está diretamente ligada à metalurgia, talvez por carecer de minérios ou pelo devagar desenvolvimento dessas técnicas na China.

## História
A alquimia chinesa já era usada em 4.500 a.C., tendo dado origem ao taoísmo. Entretanto os textos alquímicos começaram a surgir somente na dinastia Tang, em torno do século VI.
O principal objetivo dos alquimistas chineses era fabricar o elixir da longa vida, capaz de conceder a imortalidade. Os alquimistas chineses criaram elixires de enxofre, arsênico, cinábrio e mercúrio, obviamente não tendo sucesso nesta procura. Joseph Needham fez uma lista de imperadores que morreram provavelmente por ingerirem esses elixires. As escritas dos antigos chineses citam a "Ilha dos Bem-Aventurados", a morada dos imortais, supostamente ervas dessas três ilhas depois de certo preparo produziriam o elixir da longa vida. Também havia uma corrente de pensamento que dizia que o elixir era capaz, além de ceder a vida eterna, fazer o alquimista ir ao paraíso e viver com os imortais.
Segundo a alquimia chinesa, o ouro era inalterável e, portanto, imortal. Acreditava-se que aquele fabricasse o "ouro potável" a partir do cinábrio e do mercúrio adquiriria a imortalidade, também segundo Ge Hong, a imortalidade seria alcançada se ingerissem alimentos em pratos feitos com esse ouro.
Note-se que na China o ouro não possuía o mesmo valor que no Ocidente, não se trata de buscar o ouro alquímico com o objetivo de enriquecer, mas sim de se aperfeiçoar. É deste modo que o ouro fabricado possui muito mais importância por concentrar nele a sabedoria de sua produção, enquanto o ouro natural é considerado apenas matéria bruta, embora a mais perfeita da natureza. A ideia de que havia uma relação entre o ouro e a imortalidade foi passado para filosofia védica da Índia.
O tratado alquímico chinês mais antigo conhecido é o Chou-i ts'an t'ung ch'i ("Comentário do I Ching”) que relaciona a alquimia com o I-Ching e a matématica. O primeiro alquimista chinês que é razoavelmente conhecido foi Ge Hong (viveu em torno de 283-343 d.C.), que escreceu mais de cem livros sobre alquimia, cuja maioria se perdeu atualmente, uma de suas obras mais famosas, o Baopuzi, que possuí dois capítulos sobre os elixires da longa vida, baseados em arsênico e mercúrio e também fala da transmutação dos metais. O livro alquímico chinês mais famoso é o Tan chin yao chüeh (“Grandes Segredos da Alquimia"), provavelmente escrito por Sun Ssu-miao (viveu em torno de 581-673 d.C.). É um tratado prático em criar elixires usando o mercúrio, o enxofre, dos sais de mercúrio e de arsênico) para a conseguir a imortalidade, mas o tratado também contém algumas receitas específicas para curar doenças e as outras finalidades como a fabricação de pedras preciosas.
A alquimia chinesa diz que a metalurgia devia ser realizada por homens que conhecessem o funcionamento do universo segundo o taoísmo, Lao Zi diz que as propriedades do cinábrio ou do ouro são interpretadas através dos opostos Yin e Yang conduzidos à união, por meio da conduta do alquimista no Tao, que sofreria uma transformação espiritual denominada de Novo Nascimento. A partir daí, o alquimista não é mais apenas um mágico ou um artesão, ele é, também, um sábio.
A pólvora foi primeiramente descoberta por acidente por alquimistas chineses no século IX que procuravam pelo elixir da longa vida. O livro O Parentesco dos Três de Wei Boyang (魏伯陽 ou 魏伯陽), datado do século II d.C., explicava como fabricar a pólvora. Existem outros textos alquímicos que também fazem referências à pólvora, avisando para não se misturarem certos materiais uns com os outros, existem relatos de alquimistas que explodiram suas casas ao elaborar tal mistura.

## Waidanshu e Neidanshu
A procura pelo elixir da longa vida através de táticas envolvendo metalurgia e manipulação de certos elementos é denominada Waidanshu - 外丹術 - (ou jindanshu - 金丹術 -, Waidan - 外丹 - ou ainda Vaidan) também conhecida como "Alquimia Externa".
A waidan sempre acompanhou a medicina, a preparação de elixires, a herbologia e a aplicação externa de métodos de equilibrar, reduzir ou aumentar o ki (como Compressas de unguentos, Magnetização, Massagem, Moxabustão, Nutrição, Acupuntura, Ventosas e etc.

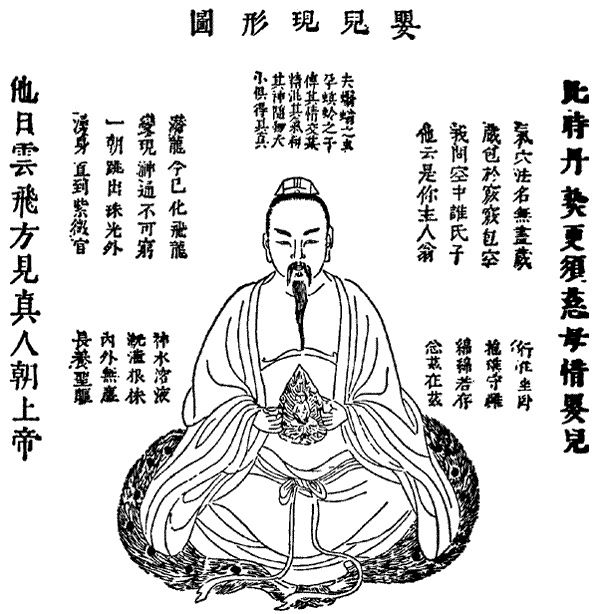
O "feto imortal" sendo cultivado na região do Dantian Médio, um dos métodos da Neidanshu.

A waidan faz oposição a Neidanshu - 內丹術 - (ou simplesmente Neidan - 內丹 -), também conhecida como "Alquimia Interna" ou espiritual, a neidan procura um modelo de circulação energética interna que gere esse elixir no próprio alquimista.
Verifica-se semelhanças entre a Alquimia interna e a externa, por exemplo, tanto na Waidan como na Neidan afirma-se a obtenção do magnífico Elixir do Retorno (Huan dan). Na China também acredita-se ter-se fabricado artificialmente o cinábrio (Yang), um elemento importantíssimo para a waidan, que estaria relacionado à imortalidade e aos processos de transmutação dos elementos. Do cinábrio extrai-se o mercúrio (Yin do Yang), que é preparado com o enxofre em nove operações (número mágico no oriente e ocidente), na neidan, haveria no próprio corpo humano um "campo de cinábrio", o Dantian.  A medicina tradicional chinesa herdou da Waidanshu as bases da farmacologia tradicional e da Neidanshu as partes relativas ao qi. Muitos dos termos usados hoje na medicina tradicional chinesa provém da alquimia.

## Declínio
A partir do século X a alquimia chinesa abdicou da preparação de ouro e centrou-se mais na espiritualidade. Em vez de fazerem experiências alquímicas com metais, a maioria dos alquimistas as faziam diretamente com seu corpo e espírito. Essa volta a uma ciência espiritual teve seu ápice no século XIII com as práticas da escola Zen e o taoísmo budista. A alquimia chinesa foi perdendo força e acabou desaparecendo com o surgimento do budismo.